# Luigi Tarantino
Luigi Tarantino (n. 10 noiembrie 1972, Napoli, Italia) este un scrimer italian specializat pe sabie, laureat cu trei medalii olimpice pe echipe. A fost campion mondial la individual în 1995 și pe echipe în 1998, iar campion european pe echipe de trei ori la rând în 2009, 2010 și 2011.

## Legături externe
- Profil Arhivat în 23 iunie 2015, la Wayback Machine. la Confederația Europeană de Scrimă
- en Luigi Tarantino la Olympedia.org